# بوراچ (صربستان)
بوراچ (به صربی: Borač) یک منطقهٔ مسکونی در صربستان است که در کنیچ واقع شده‌است. بوراچ ۵۹۰ نفر جمعیت دارد و ۳۳۳ متر بالاتر از سطح دریا واقع شده‌است.